# Golspie

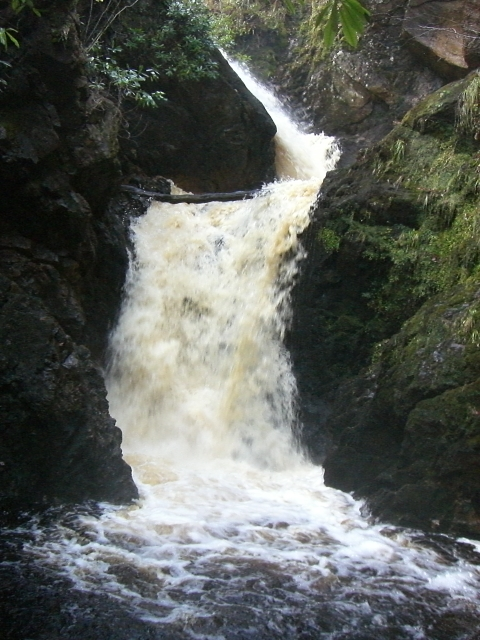
Salt d'aigua de Big Burn.

Golspie (en gaèlic escocès: Goillspidh) és una localitat escocesa localitzada a Sutherland, al nord de les Terres Altes, a la costa del mar del Nord prop del pujol de Ben Bhraggie. La seva població és d'1.650 habitants.
L'origen etimològic de la localitat procedeix del nòrdic antic el significat del qual és "Població en el barranc".
En el lloc es troba la reserva natural nacional de Loch Fleet amb gran diversitat de fauna aviaria i marina. Quant a la flora, es troba en els boscos de Balblair.

## Cultura
Entre 1977 i 1995 van organitzar el festival musical National Mod.
La localitat disposa d'un grup coral i de col·legis de dansa. A principis d'agost se celebra un festival musical municipal amb desfilades de gaiters en la producció de concerts de bandes.

## Transport
Golspie disposa d'una estació ferroviària que pertany a la Far North Line del sistema de ferrocarrils britànics.
Els autobusos estan operats per Stagecoach in the Highlands i cobreix la ruta X99.

## Galeria

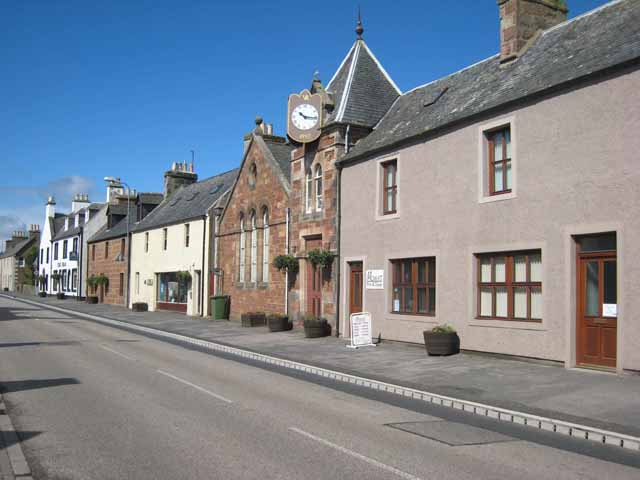
Golspie centre del poble
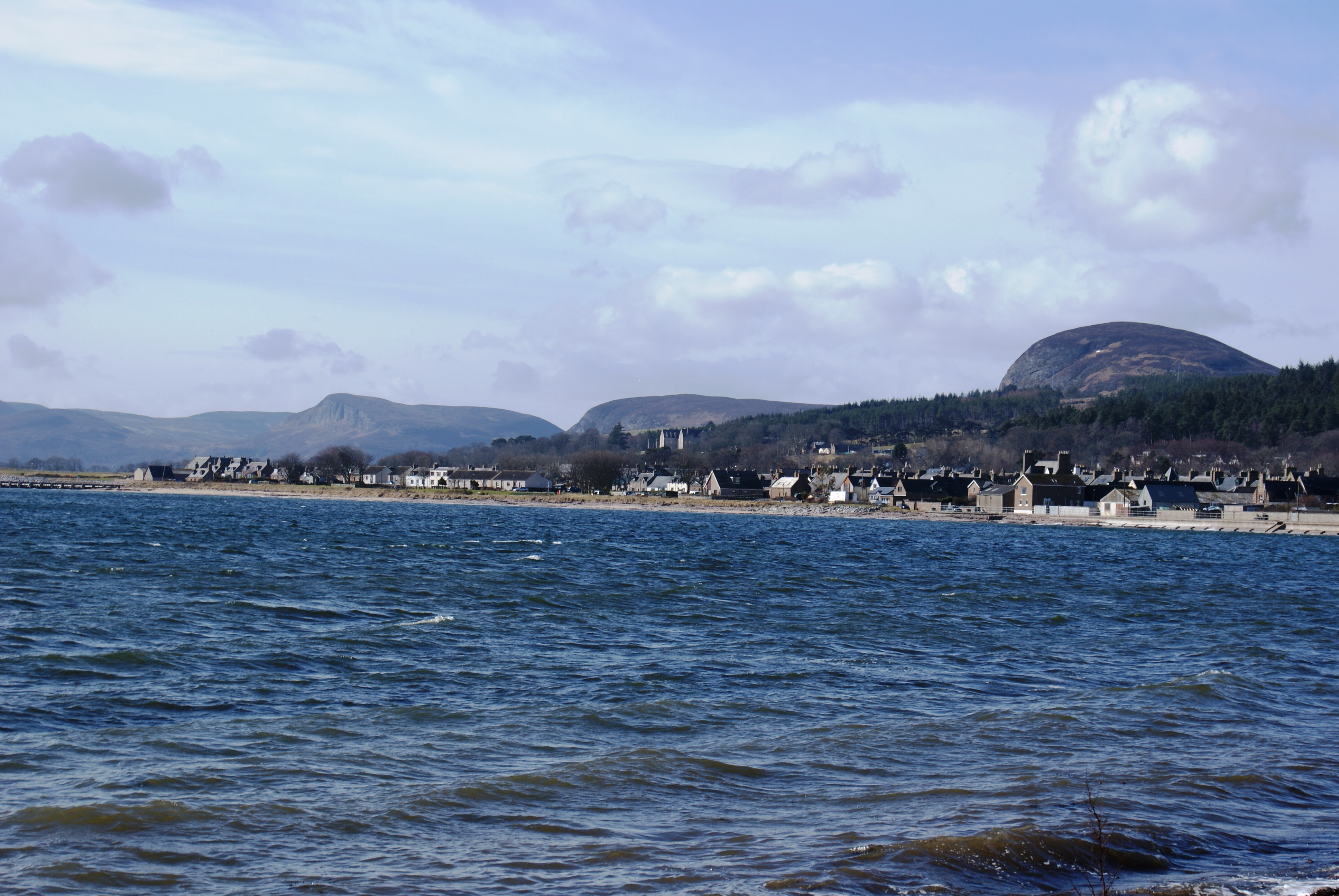
Golspie litoral
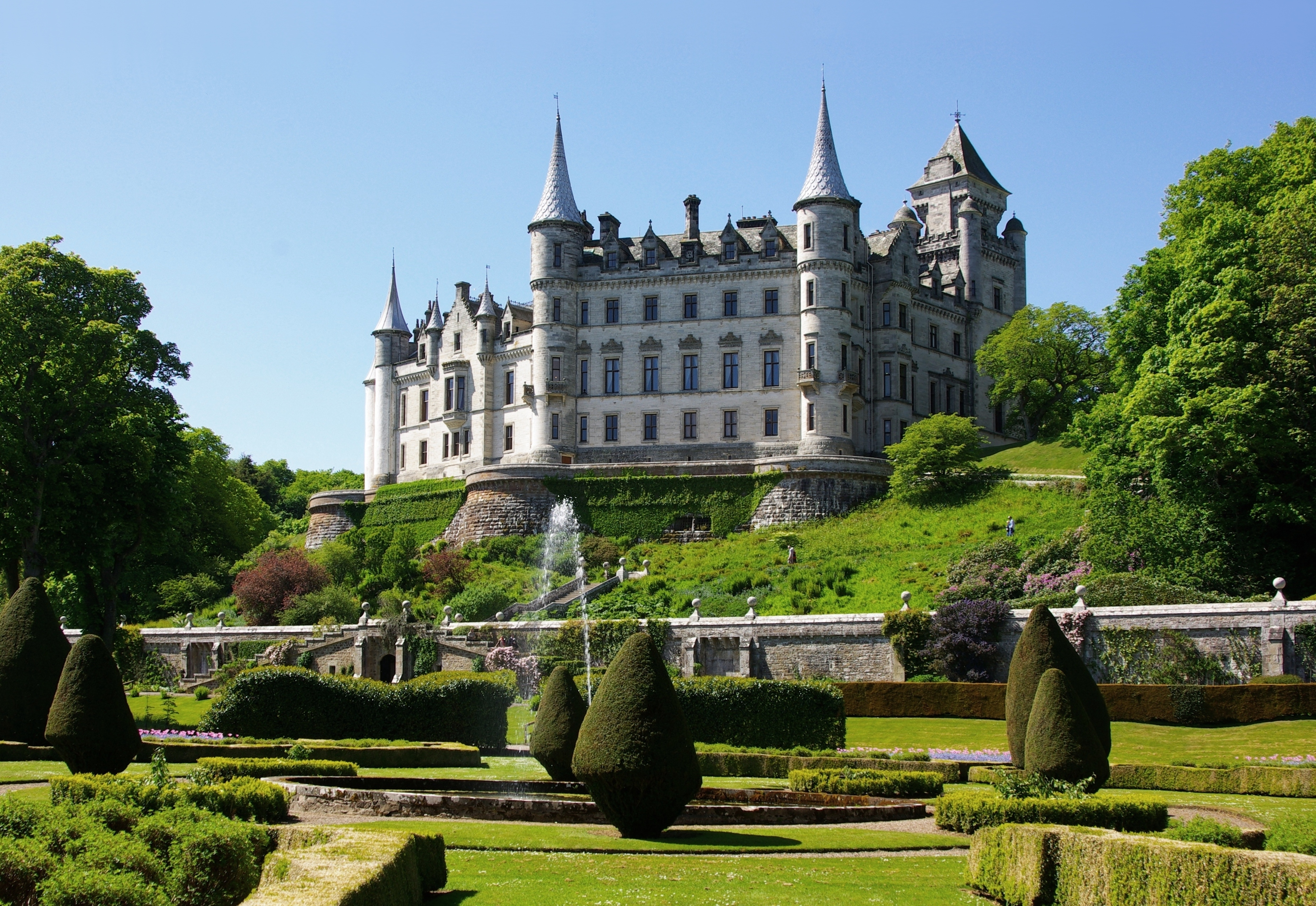
Dunrobin Castell